# Жердняк
Жердняк (жердовник) — молодое, преимущественно хвойное, лесонасаждение, в котором большая часть стволов деревьев достигла уже размеров в высоту и толщину в верхней части, необходимых для заготовки из них жердей. Про такие насаждения говорят, что они начали или уже завершают «жердиться», что выражается в засыхании нижних ветвей. В состоянии жердняка деревья слабо дифференцируются по диаметру ствола и кроны и в этот период происходит увеличение транспирации. Возраста жердняка древесные насаждения достигают к 15—20 годам и завершается эта стадия к 30—40 годам. Для улучшения роста деревьев в жердняка проводят рубки ухода, объем которых составляет примерно 30% по запасу. В лесопарковых ландшафтах интенсивность рубок ухода повышается до 40—60%.